# Paweł Kryszałowicz
Paweł Kryszałowicz (Słupsk, 1974. június 23. –) lengyel válogatott labdarúgó.

## Pályafutása

### Klubcsapatban
1990 és 1994 között a Gryf Słupsk csapatában játszott. Az 1994–95-ös szezont a Zawisza Bydgoszczban töltötte. 1995-től 2000-ig az Amica Wronkit erősítette. 2001-ben Németországba igazolt az Eintracht Frankfurthoz, ahol két évig játszott, majd visszatért az Amica Wronkihoz. 2005 és 2006 között a Wisła Kraków labdarúgója volt. 2007-ben az alacsonyabb osztályban szereplő német SV Wilhelmshaven csapatában szerepelt. 2007 és 2010 között a Gryf Słupsk játékosa volt. 

### A válogatottban
1999 és 2004 között 33 alkalommal szerepelt a lengyel válogatottban és 10 gólt szerzett. Részt vett a 2002-es világbajnokságon. Dél-Korea ellen csereként, a Portugália és az Egyesült Államok elleni csoportmérkőzésen pedig kezdőként kapott lehetőséget, utóbbin gólt is szerzett.

## Sikerei, díjai
Amica Wronki
- Lengyel kupagyőztes (3): 1997–98, 1998–99, 1999–2000
- Lengyel szuperkupagyőztes (2): 1998, 1999

## Külső hivatkozások
- Paweł Kryszałowicz adatlapja a National-Football-Teams.com oldalon (angolul)

- Paweł Kryszałowicz (angol nyelven). FootballDatabase.eu
- Paweł Kryszałowicz (angol nyelven). eu-football.info
- Paweł Kryszałowicz (lengyel nyelven). 90minut.pl
- Paweł Kryszałowicz (német nyelven). kicker.de
- Paweł Kryszałowicz adatlapja a worldfootball.net oldalon (angolul)